# Martiodendron parviflorum
Martiodendron parviflorum là một loài thực vật có hoa trong họ Đậu. Loài này được (Amshoff) R.C.Koeppen miêu tả khoa học đầu tiên.